# Iivar Väänänen
Iivar „Iivo“ Väänänen (* 17. September 1887 in der Landgemeinde Kuopio; † 13. April 1959 ebenda) war ein finnischer Sportschütze.

## Erfolge
Iivar Väänänen nahm an den Olympischen Spielen 1912 in Stockholm in zwei Wettbewerben teil. Im Einzelwettbewerb auf den Laufenden Hirsch belegte er mit 28 Punkten den 22. Platz. In der Mannschaftskonkurrenz auf den Laufenden Hirsch war Väänänen mit 30 Punkten der zweitbeste Schütze der finnischen Mannschaft, mit der er den dritten Platz hinter der schwedischen und der US-amerikanischen Mannschaft erreichte. Neben Väänänen sicherten sich Axel Fredrik Londen, Nestori Toivonen und Ernst Rosenqvist den Gewinn der Bronzemedaille.